# Senatorowie IV kadencji Senatu Rzeczypospolitej Polskiej (1935–1938)
Senatorowie na Sejm IV kadencji (od 25 sierpnia i 15 września 1935 do 13 września 1938) – senatorowie na Sejm II RP, wybrani 25 sierpnia i 15 września 1935. Złożyli ślubowanie senatorskie 4 października 1935.
Pierwsze posiedzenie odbyło się 4 października 1935, a ostatnie, 13 września 1938.
Marszałek senior 3 października 1935
- Antin Horbaczewski (BBWR)

Marszałek Senatu od 4 października 1935
- Aleksander Prystor (BBWR)

Wicemarszałkowie Senatu
- Jerzy Barański (BBWR)
- Mikołaj Kwaśniewski (BBWR)
- Kazimierz Świtalski (BBWR)
- Wacław Makowski (BBWR)

## Lista według przynależności partyjnej (stan na koniec kadencji)

### Powołany przezPrezydenta RP(19 senatorów)
- Karol Algajer
- Adolf Rafał Bniński
- Wołodymyr Decykewycz
- Regina Fleszarowa
- Kazimierz Fudakowski
- Erwin Hasbach
- Antin Horbaczewski
- Wojciech Jastrzębowski
- Tadeusz Karszo-Siedlewski
- Henryk Kawecki
- Stefania Kudelska
- Julia Kratowska
- Zdzisław Lubomirski
- Ludwik Maciejewski
- Bolesław Miklaszewski
- Stanisław Patek
- Tadeusz Petrażycki
- Julijan Pawłykowśkyj
- Wojciech Rostworowski
- Mojżesz Schorr

### Bezpartyjny Blok Współpracy z Rządem/Obóz Zjednoczenia Narodowego(75 senatorów)
- Jerzy Barański
- Kazimierz Bartel
- Józef Beck
- Zygmunt Beczkowicz
- Kazimierz Bisping
- Emil Bobrowski
- Roman Cholewicki
- Bernard Chrzanowski
- Stefan Dąbkowski
- Eugeniusz Dobaczewski
- Aleksander Domaszewicz
- Tadeusz Dworakowski
- Konstanty Dzieduszycki
- Stefan Ehrenkreutz
- Ludwik Evert
- Andrzej Galica
- Zygmunt Głowacki
- Wojciech Maria Agenor Gołuchowski
- Wiktor Gosiewski
- Feliks Gwiżdż
- Halina Jaroszewiczowa
- Witold Jeszke
- Janusz Jędrzejewicz
- Edward Kleszczyński
- Rudolf Kornke
- Leon Kozłowski
- Albin Lachowski
- Felicjan Lechnicki
- Zygmunt Leszczyński
- Franciszek Lipiński
- Tadeusz Łakiński
- Władysława Maciesza
- Wacław Makowski
- Janusz Maleszewski-Jagrym
- Mieczysław Michałowicz
- Czesław Michałowski (zrzekł się mandatu, jego miejsce w czerwcu 1936 zajął Zdzisław Wierzbicki[1])
- Tadeusz Młodkowski
- Jan Modrzewski
- Wanda Norwid-Neugebauer
- Piotr Olewiński
- Aleksander Osiński
- Alojzy Pawelec
- Adam Piłsudski
- Franciszek Plocek
- Bolesław Popowicz (zmarł 9 stycznia 1937)
- Aleksander Prystor
- Walenty Puchała
- Władysław Pulnarowicz
- Janusz Franciszek Radziwiłł
- Konstanty Rdułtowski
- Jan Rudowski
- Stefan Rydel
- Józef Ryszka
- Tadeusz Seib
- Augustyn Serożyński
- Stanisław Siedlecki
- Jerzy Siemiątkowski
- Wacław Sieroszewski
- Konrad Siudowski
- Ludwik Skibiński
- Antoni Staniewicz
- Artur Śliwiński
- Wojciech Świętosławski
- Kazimierz Świtalski
- Józef Taube
- Konstanty Terlikowski
- Stanisław Tor
- Jakub Trockenheim
- Rudolf Wiesner
- Joachim Wołoszynowski
- Stanisław Wróblewski
- August Zaleski
- Ferdynand Zarzycki
- Dominik Zbierski

### Centrolew(4 senatorów)
- Michał Grajek
- Jan Lewandowski
- Maksymilian Malinowski
- Michał Róg

### Mniejszości Narodowe (4 senatorów)
- Aleksander Heiman-Jarecki
- Roman Łobodycz
- Ostap Łucki
- Mykoła Masłow